# David Brin
Glen David Brin, (Glendale, 6 de octubre de 1950) es un científico y escritor estadounidense de ciencia ficción ganador de los premios: Hugo, Locus, Campbell y Nébula de la ciencia ficción.

## Biografía
Glen David Brin, nació en la ciudad de Glendale, California el 6 de octubre de 1950. A los 23 años (1973) se graduó en Ciencias de la Astronomía en el Instituto de Tecnología de California. En la Universidad de San Diego realizó una Maestría en Física Aplicada (1978) y un Doctorado en Filosofía (1981). Tiene su residencia en el sur de California donde vive con sus hijos. Su obra ha sido bastante prolífica; es conocido a nivel mundial sobre todo por la saga de las novelas sobre la La elevación de los pupilos.

## Sus obras

### Laelevación de los pupilos
La elevación de los pupilos es una saga de novelas, que se inició con el título Navegante solar (1980) En dicho título se presentaba un universo donde había una cultura intergaláctica basada en que razas sapientes muy antiguas elevaban de forma artificial a razas no sapientes (pero en el umbral de la inteligencia) convirtiéndose estas nuevas razas en los "pupilos" de las antiguas. Presenta un universo donde esta cadena de pupilo/tutor se ha desarrollado a lo largo de eones. Al parecer, la Tierra es una excepción, pues los humanos no tienen tutor conocido y aseguran haberse elevado a sí mismos, idea juzgada ridícula por la civilización galáctica. Lo que libró a la humanidad de convertirse en pupila de otra especie más antigua fue que siglos antes del contacto hubieran comenzado a elevar a los chimpancés y a los delfines, de modo que fueron aceptados como una especie tutora.
En este contexto se narra una expedición realizada desde la Tierra unos años después del primer contacto con los extraterrestres; para explorar la posibilidad de que exista una forma de vida y además inteligente, en la superficie del Sol.

### Marea estelar
Más adelante escribe la novela Marea estelar (1983), en donde la primera nave estelar tripulada por delfines, pupilos de los humanos, hace un descubrimiento que desencadena una crisis política, religiosa y militar que afecta a toda la civilización.

### Otras novelas
Posteriormente, dentro de esta saga se edita La rebelión de los pupilos (1987), donde de forma paralela a los sucesos acaecidos en Marea estelar y como consecuencia de estos, una raza tutora invade una colonia humana compuesta por humanos y neo-chimpancés.
Tendrán que trascurrir 8 años hasta que Brin continua dicha saga con Arrecife brillante (1995) donde junto a La costa del infinito (1996) y Los límites del cielo (1998) retoma la narración de las peripecias de la nave de neo-delfines Streaker y de un grupo de renegados alienígenas en un mundo prohibido  Jijo  Además de estos títulos posteriormente en un libro recopilatorio de relatos denominado Horizontes lejanos, desgrana los dos últimos capítulos conocidos de este universo, junto con otros grandes autores, como un libro homenaje a los lectores de ciencia ficción. También sacó más tarde una guía ilustrada sobre este universo.

### Otras novelas de Ficción
- El efecto práctica (1984) En esta novela se presenta un mundo con una peculiar alteración de las normas de la física: La segunda ley de la termodinámica está invertida y las cosas, con su uso, en vez de deteriorarse, mejoran.

- El cartero (1985, adaptada en la película The Postman) novela ambientada en el norte de los Estados Unidos de América, que tras una guerra mundial (química, nuclear, bacteriológica...) y un invierno nuclear narra la historia de un hombre, superviviente del ejército, que debido a diversos acontecimientos inicia una revolución entre los pocos supervivientes para crear de nuevo un Estado.

- El corazón del cometa (1986) con Gregory Benford.

- Tierra (1990). En forma de advertencia de lo que puede llegar a pasarnos si seguimos con nuestro modo de vida, Brin, narra la historia ambientada en la tercera década del siglo XXI, presentando un planeta superpoblado, al borde de la hambruna, que sufre los primeros efectos del calentamiento global (el bosque del Amazonas, es casi un recuerdo, países como Bangladés o ciudades como Venecia han desaparecido entre la crecida del mar, se deshiela Groenlandia) y cómo la civilización está al borde de colapso tras la tercera guerra mundial contra Suiza y una nueva tecnología basada en el uso de agujeros de gusano para obtener energía que queda fuera de control.

- Tiempos de gloria (1993).

- Gente de barro (2002). Novela curiosa que por su factura recuerda a libros como Blade Runner, muestra un mundo donde la tecnología permite a las personas realizar copias de sí mismos temporales para realizar ciertas tareas, existiendo así dos mundos, uno el de los seres de carne auténticos, y el mundo de las copias, seres con vidas programadas de a veces solo unos días, que como neuronas, antes de acabar sus vidas descargan sus recuerdos en el ser humano original.

- Perdón (2002) Novela gráfica enmarcada en el universo de Star Trek: La nueva generación.

- Los comedores de vida (2003) Novela gráfica del universo de Wildstorm impresa por DC Comics, con dibujo de Scott Hampton.

Sus relatos cortos han sido reunidos en:
- El río del tiempo (antología) (1986)
- Alteridad (antología) (1994)
- Mañana pasa (2003)

Otro trabajo ampliamente conocido de David Brin es El triunfo de la Fundación (1999), que desarrolla el legendario universo de Isaac Asimov la Saga de la Fundación. También escribió el guion para el videojuego Ecco el delfín: defensor del futuro. 
Brin ha escrito una serie de artículos de crítica sobre series de ciencia ficción y fantástica, incluyendo Star Wars, y El señor de los anillos. En Star Wars Brin se centra en lo que ha llamado la agenda de George Lucas, describiendo como él ha visto las bases del universo de Star Wars como profundamente antidemocráticas. Este ensayo inspiró un libro en forma de debate: Star Wars el juicio que se enfrentó en modo "defensa vs enjuiciamiento" al testimonio, que abarca una docena de opiniones políticas y filosóficas. Compartiendo la opinión de Michael Moorcock, Brin manifestó su descontento con El Señor De Los Anillos por el evidente conservadurismo de las descripciones de sus personajes, la obsoleta batalla del bien contra el mal y por presuntamente plasmar en sus textos un romance idealizado con tintes misantrópicas
al colocar a los elfos como raza de más valor que los hobbits o los propios hombres.

## Ensayos
- La Sociedad Transparente: ¿La tecnología nos obliga a elegir entre privacidad y libertad? (1998) ISBN 0-7382-0144-8 - ganó el Premio Libertad de Discurso de la Asociación Americana de Bibliotecas

- Star Wars en el banquillo: Ciencia Ficción y Fantasía Debate, Escritores del Cine de Ciencia Ficción más populares de todos los tiempos (2006) ISBN 1-932100-89-X

- Varios trabajos científicos han sido lanzados en los años transcurridos desde su trabajo de doctorado y posdoctorado en física espacial, los estudios cometarios óptica, y la nave de diseño para el California Institute Space.

Brin consulta y habla de una amplia variedad de grupos interesados en el futuro, que van desde las agencias del Departamento de Defensa y la CIA para Procter & Gamble, SAP, Google y otras grandes corporaciones. También ha sido un participante en las discusiones en la Mesa Redonda de Filantropía y otros grupos que buscan la solución innovadora de la solución de los enfoques.

## Premios
| Año  | Novela                     | Premio                           |
| ---- | -------------------------- | -------------------------------- |
| 1983 | Marea estelar              | - Premio Nébula - Premio Locus   |
| 1984 | Marea estelar              | - Premio Hugo                    |
| 1986 | El cartero                 | - Premio Locus - Premio Campbell |
| 1988 | La rebelión de los pupilos | - Premio Hugo - Premio Locus     |